# Герб Евпатории
Герб Евпатории — исторический символ города, официальный атрибут городского самоуправления города-курорта Евпатория, административного центра городского округа Евпатория Республики Крым/Евпаторийского горсовета АР Крым (Россия/Украина).
Исторический герб города Евпатории был Высочайше утверждён 17 (29) ноября 1844 год императором Николаем I вместе с другими гербами городов Таврической губернии. Официально использовался до ноября 1917 года. 30 мая 1997 года Решением 15 сессии Совета народных депутатов XXII созыва г. Евпатория был восстановлен в качестве официального символа города.
С изменениями утверждён 20 июля 2018 года Решением 77 сессии Евпаторийского городского совета I созыва, внесён в Государственный геральдический регистр под № 11994.

## Описание герба и обоснование символики
Геральдическое описание (блазон) гласит:
Щит рассечён: в зелёном — отвлечённая золотая баранья голова, в червлени (красном) — серебряный посох, обвитый чёрной змеёй, склонившейся вверху влево к чёрной чаше. Щит увенчан муниципальной короной установленного образца
.
Золотая баранья голова — указывает удобство Тарханского кута к разведению овец, а также учитывает исторические особенности региона Евпатории, в древние времена заселенного скифскими племенами, использовавшими в своей символике так называемый «скифский звериный стиль». Символ барана означает справедливость, волю, честолюбие и оптимизм. Чёрная змея, обвивающая серебряный жезл, пьет из чёрной чаши — эмблема медицины, символизирует общеизвестные лечебные грязи, и характеризует город Евпаторию как город-курорт.
Зелёный цвет в геральдике символизирует надежду, достаток, волю, радость.
Красный цвет служит признаком великодушия, смелости, мужества и любви.
Золото символизирует стремление к роскоши и богатству.
Серебро — чистоту и невинность, а чернь — смирение и законопослушание.
Большой герб, в отличие от малого, увенчан золотой башенной короной о пяти видимых зубцах, соответствуя муниципальному статусу — городской округ.

## История

### Высочайше утверждённый герб
Проект герба Евпаторийского уезда был разработан в геральдической коллегии под руководством герольдмейстера Д. Н. Замятнина и Высочайше утверждён 17 ноября 1844 года императором Николаем I в Гатчине вместе с другими гербами Таврической губернии. 31 января 1845 года был принят Сенатский, по Высочайшему повелению, Закон № 18690 «Об утверждении гербов для уездов Таврической губернии».
Герб Евпаторийского уезда имел следующее описание: «В щите, разделенным вертикально на две половины, в зеленом поле справа баранья золотая голова, означающая удобство Тарханского кута к разведению серых овец, а слева в красном поле черный змий, обвившийся около серебряного жезла, пьющий из черной чаши, — эмблема медицины, знаменующая Сакские грязи, коих действительность не подвержена сомнению».
В 1868 году, в период геральдической реформы Б. В. Кёне, был разработан проект нового герба Евпатории: в золотом щите чёрный столб, сопровождаемый по сторонам двумя оторванными червлёными бараньими головами. В вольной части — герб Таврической губернии. Предусматривалось, что за щитом будут находиться скрещенные якоря (обозначающие морской портовый город), перевязанные Александровской лентой. Проект герба официально утверждён не был.

### Советский период
В советское время исторический герб Евпатории в официальных документах не использовался, но так как не нёс ни монархической, ни религиозной символики, с его изображением выпускалась сувенирная продукция. В 1960-х годах в Евпатории проводился конкурс на лучший проект герба города. Во многих проектах обыгрывалась тема Евпаторийского детского курорта. В проектах преобладали символы советской пионерии (пионерский галстук, горн, барабан) и детского курорта, города-здравницы (солнце, виноград, эмблема медицины). Однако официально новый герб принят не был.
В 1970 году был выпущен сувенирный значок с проектом герба Евпатории: щит вилообразным геральдическим крестом разделён на три части, в них золотые: в верхней зелёной части — пчела; в правой червлёной — баранья голова; в левой зелёной — змея, обвивающаяся вокруг жезла и пьющая из чаши. Эта композиция проекта герба использовалась не только на значках, такой же проект герба помещен на стеле при въезде в Евпаторию.

### Независимая Украина

Герб Евпатории до 2018 года (с картушем)

30 мая 1997 года решением 15 сессии Совета народных депутатов XXII созыва г. Евпатория исторический герб 1844 года был восстановлен в качестве официального символа города. В тот же день было принято Положение о гербе, которое определяло правила использования и размещения большого и малого герба города, а также был утверждён флаг города, который представляет собой прямоугольное полотнище (с соотношением сторон 1:1) трёх объединённых разноцветных полос: верхней — зелёной и нижней — красной, каждая из которых составляет 1/6 часть высоты полотнища; в центре средней полосы на жёлтом фоне изображён герб города Евпатории.

### Герб города в составе России
В период от вхождения Крыма в состав Российской Федерации до 2018 года герб Евпатории не менялся. 20 июля 2018 года решением 77 сессии Евпаторийского городского совета I созыва № 1-77/2 «О гербе муниципального образования городской округ Евпатория Республики Крым» утверждён изменённый герб города Евпатории. Изменения коснулись формы щита (она стала французской, вместо прежней испанской), обрамление большого герба (золотая башенная корона о пяти зубцах, свидетельствующая о муниципальном статусе — городской округ).

## Галерея

Герб на зданиях и наградах города
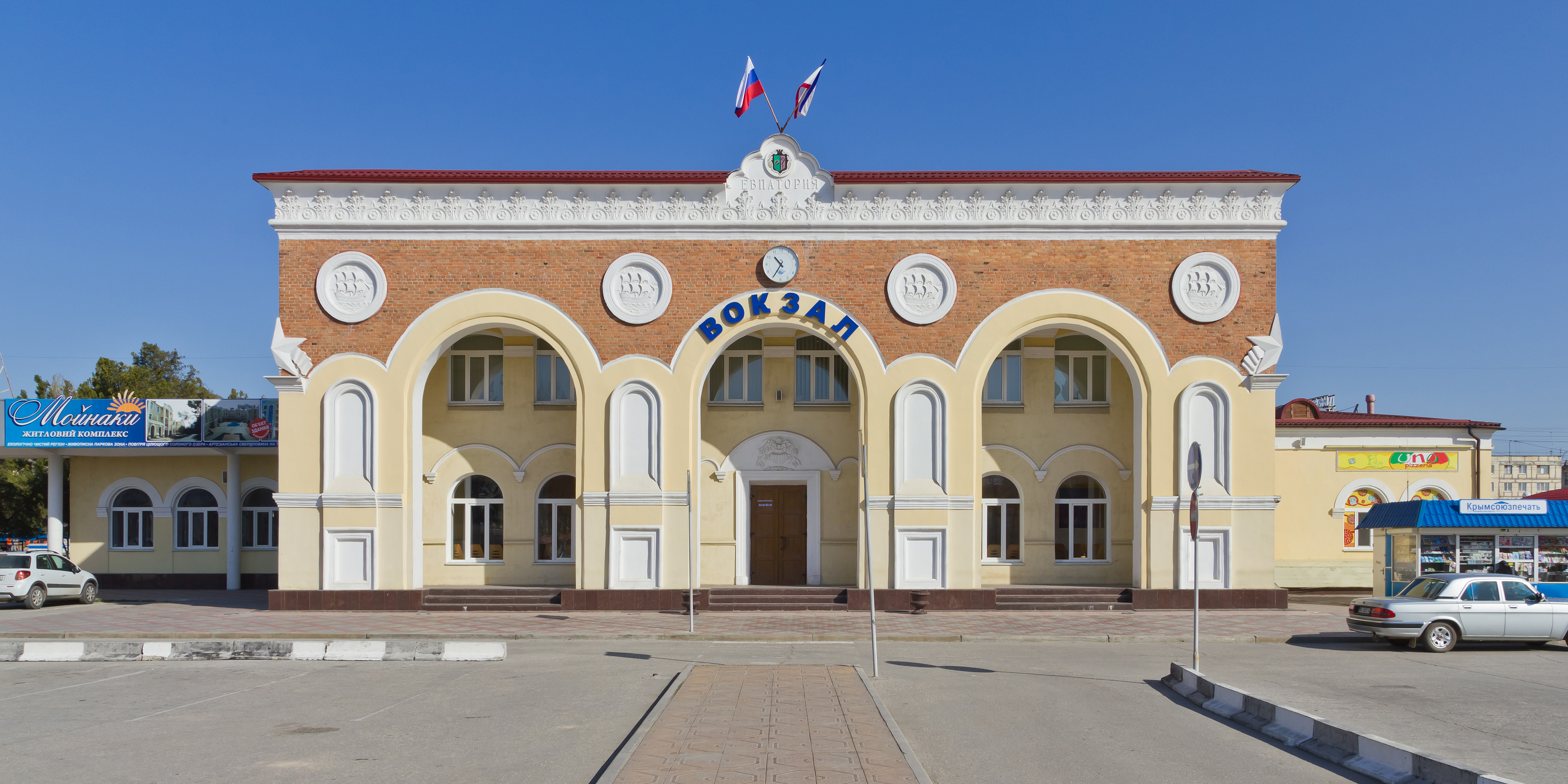
Герб на здании Евпаторийского вокзала
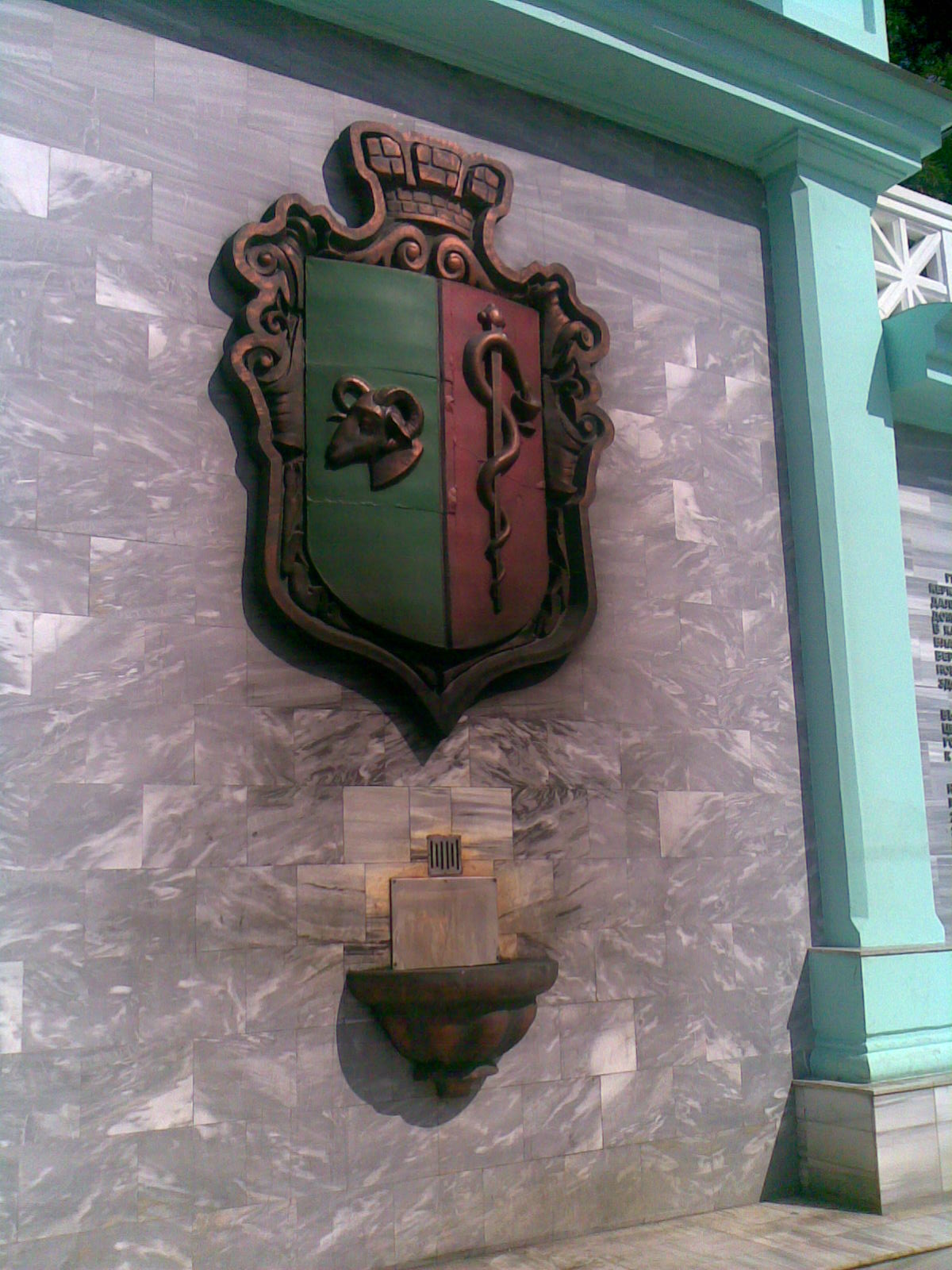
Большой герб на городской стене (на Театральной площади)
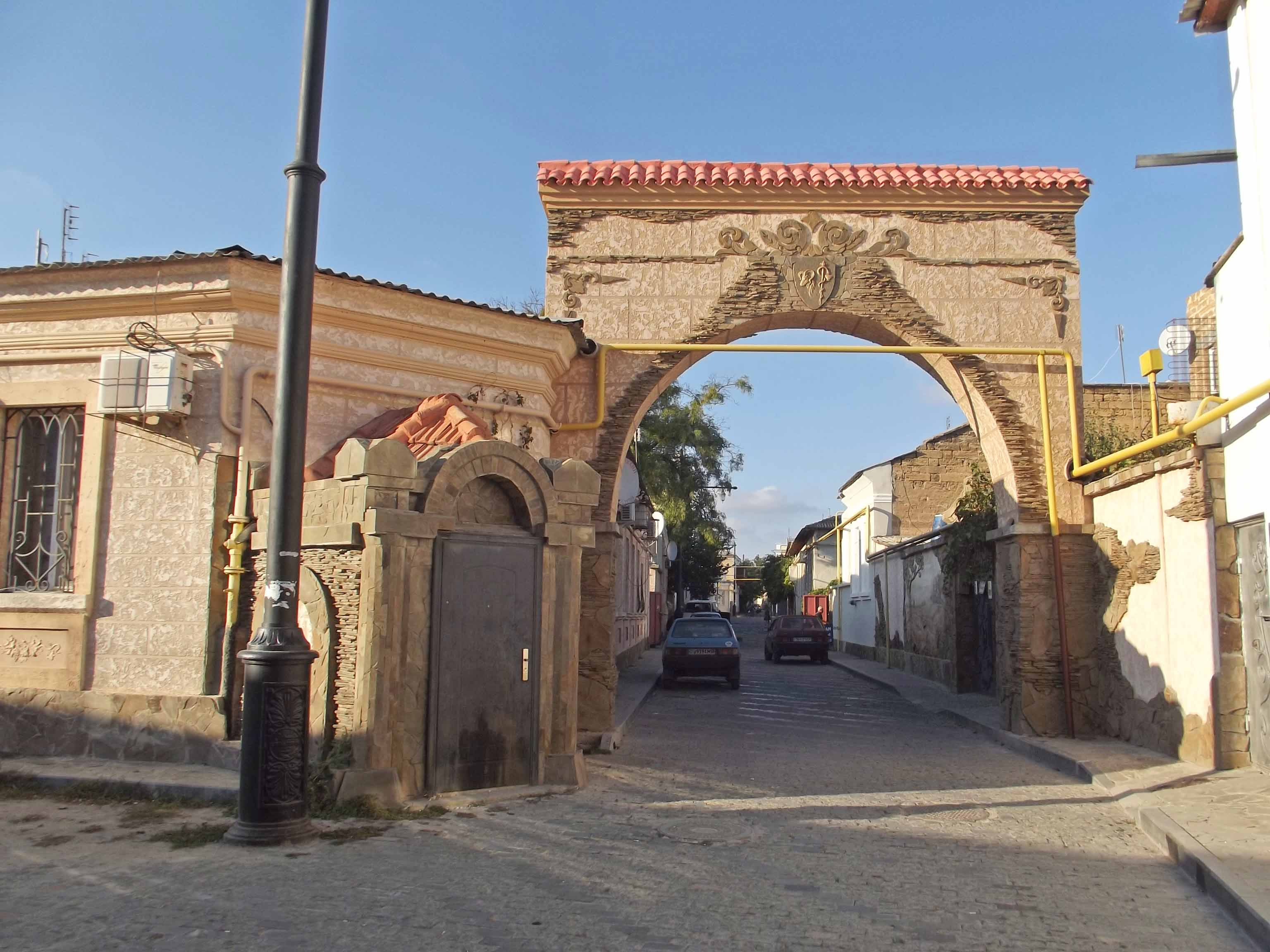
Герб на старой арке
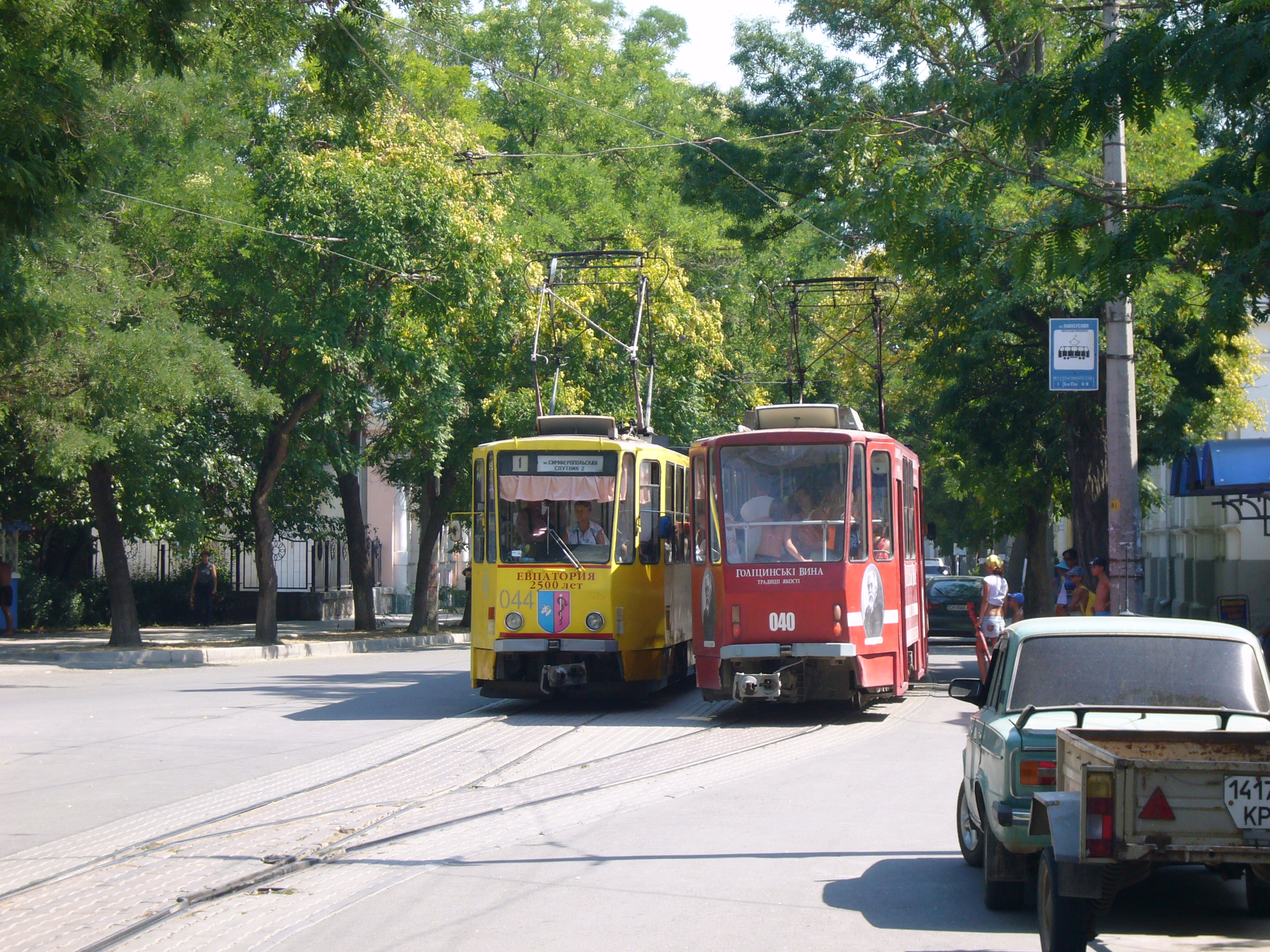
Герб на трамвае
Знак Почётного гражданина Евпатории, один из ранних вариантов вручавшихся в 2000-е годы